# Leinpfad

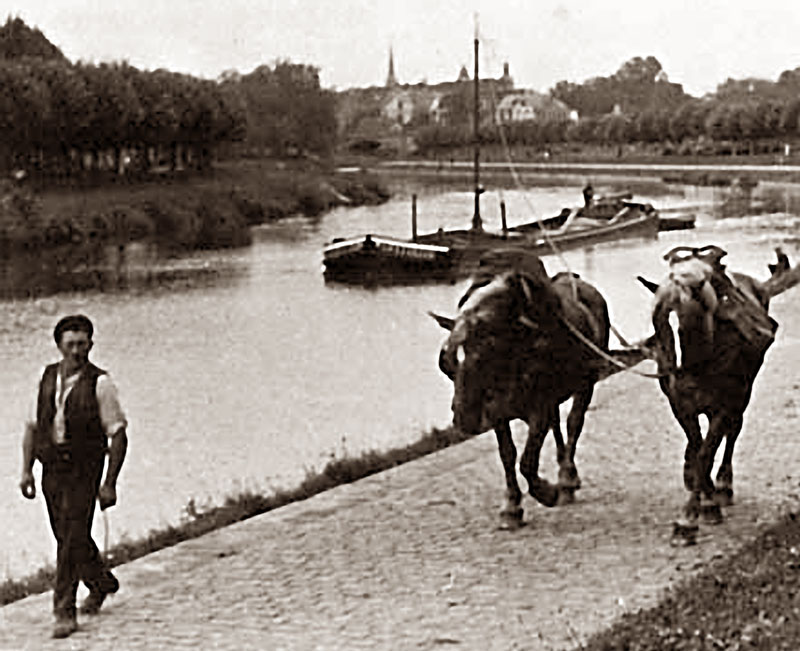
Treideln auf einem ausgebauten Leinpfad am Finowkanal in Brandenburg, um 1890

Als Leinpfad oder Treidelpfad, Bomätscherpfad (Sachsen), Treppelweg (Österreich) oder Reckweg (Schweiz) wird ein Weg unmittelbar am Ufer von Flüssen oder Kanälen bezeichnet, der angelegt wurde, damit Menschen, Zugtiere oder Lokomotiven Frachtschiffe flussaufwärts ziehen konnten. Der Vorgang wird als treideln bezeichnet. Über ein Tauwerk waren die sich auf den Leinpfaden bewegenden Treidler und Treidelpferde mit den Schiffen verbunden.
Eine Besonderheit stellte die Situation am Eisernen Tor dar, dem Durchbruch der Donau durch die südlichen Karpaten an der Grenze zwischen Serbien und Rumänien. Jahrzehntelang wurden dort die bergwärts fahrenden Schiffe mithilfe von Treidellokomotiven gezogen, die am rechten (serbischen) Ufer des Flusses verkehrten (siehe Treidelbahn am Eisernen Tor).

## Geschichte

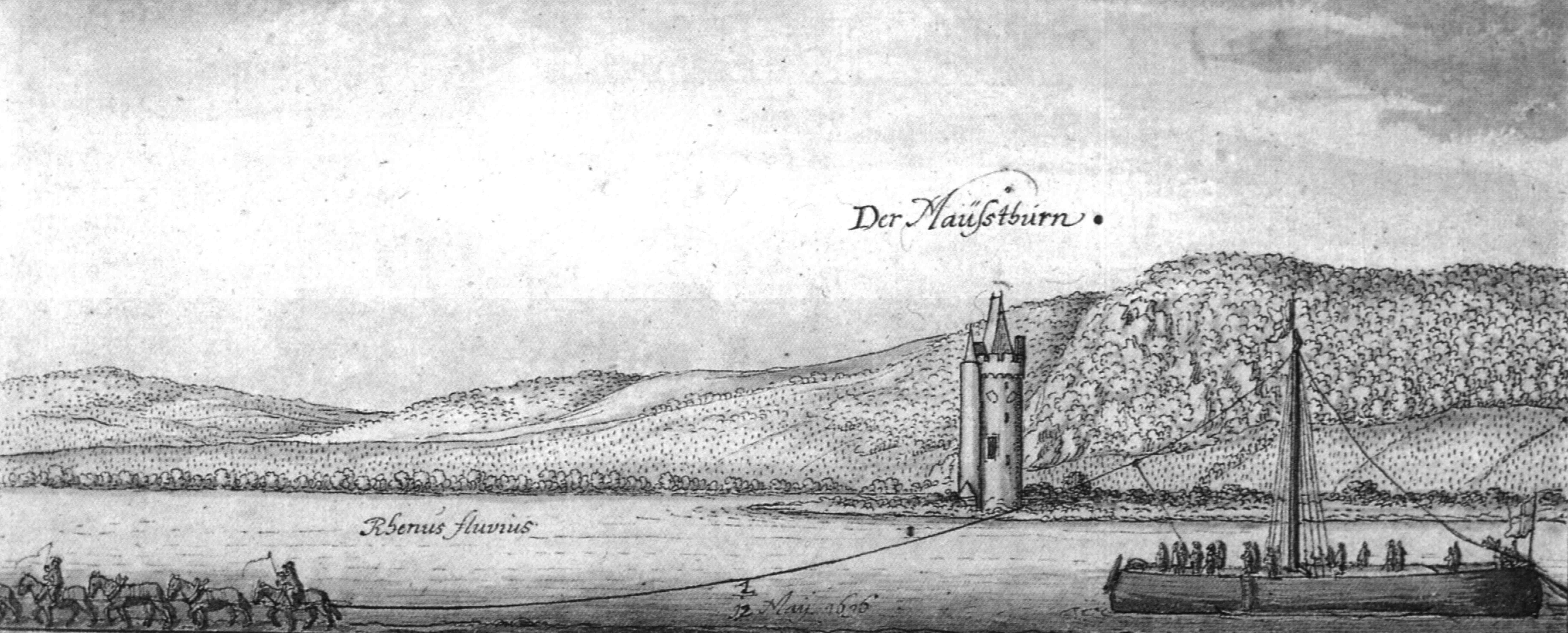
Treidelschiff am Binger Mäuseturm, Federzeichnung von Wenzel Hollar, 1636

Die Treidelschifffahrt ging mit dem Aufkommen von maschinengetriebenen Schiffen und Schleppern zu Ende. Bis in die 1980er Jahre war das Betreten der ehemaligen Leinpfade nur auf eigene Gefahr gestattet. Sie unterliegen bis heute der Verwaltung der Wasser- und Schifffahrtsämter (WSA). Aus den meisten der Leinpfade sind mittlerweile Uferpromenaden, Rad- und Wanderwege oder Betriebswege der Wasser- und Schifffahrtsverwaltung geworden.

## Erhaltene Leinpfade
Entlang der Donau ist der Treppelweg über weite Strecken von Bayern bis nach Rumänien an beiden Ufern erhalten und als Donauradweg bis Budapest ausgebaut.

### Deutschland / Österreich

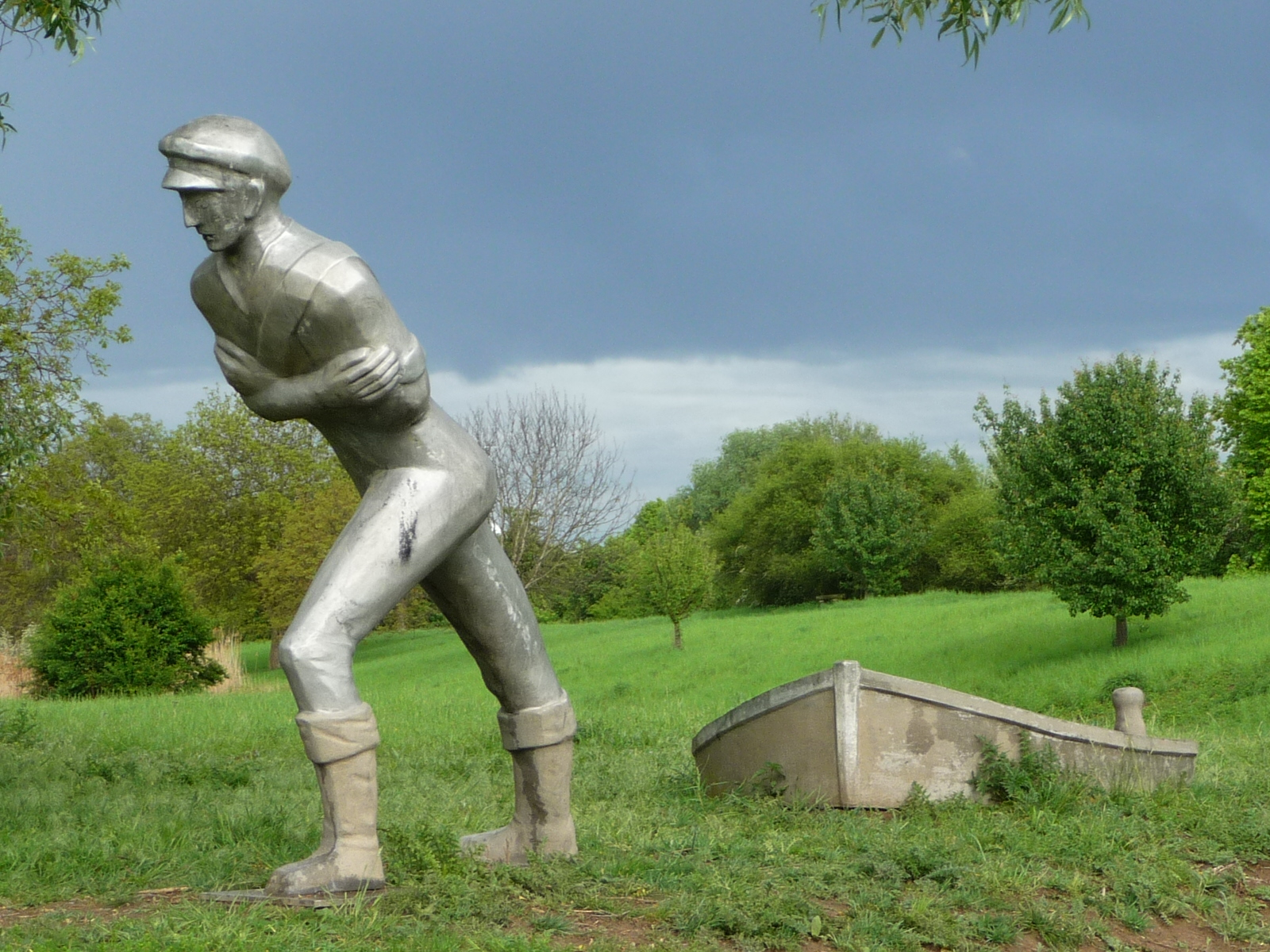
Treidler mit Schiff, Skulptur von Martin Adam Foeller (1976) am ehemaligen Hafen in Frankenthal

- Der Leinpfad am Rhein von Basel bis in die Niederlande ist fast vollständig erhalten. Er wird als Freizeitweg von Fußgängern und Fahrradfahrern genutzt.
- An der Ruhr zwischen Duisburg und Witten ist der Leinpfad nahezu gänzlich vorhanden. Auf der Ruhr wurden ab 1780 bis zur Mitte des 19. Jahrhunderts Ruhraaken getreidelt. Der Leinpfad bildet über etwa 75 km einen Abschnitt der Kaiser-Route und des Ruhrtalradwegs. Der Leinpfad unterhalb des Isenbergs, das Lippe-Treidlerdorf Krudenburg und weitere Teile gehören zur Route der Industriekultur.
- Am Wiener Neustädter Kanal in Niederösterreich ist der Treppelweg als Radweg ausgebaut.
- Entlang Salzach, Inn und Traun finden sich Treidelwege, die auf die große Zeit des florierenden Salzhandels aus Hall in Tirol, Bad Reichenhall, Hallein und dem Salzkammergut zurückgehen.
- An einem Weserbogen bei Dölme (Bevern) existiert ein historischer Treidelpfad.
- In Hamburg-Winterhude ist die Straße Leinpfad, heute eine feine Adresse, nach einem Treidelpfad an der Alster benannt.
- In Brandenburg ist der Treidelweg entlang des Finowkanals als Radweg ausgebaut.
- Im Saarland ist entlang der Saar der Leinpfad zu einem Radweg umgestaltet worden. Dieser führt vom französischen Saargemünd aus auf der linken Saarseite durch Saarbrücken bis nach Völklingen. In weiten Abschnitten, beispielsweise in Großteilen von Saarbrücken und Völklingen, ist auch am rechten Ufer der Leinpfad erhalten.
- In Hessen sind im Rheingau zwischen Rüdesheim am Rhein und Walluf Teile des Leinpfads erhalten, die als Fuß- und Radweg genutzt werden. An dem zwischen Frankfurt am Main und Offenbach am Main gelegenen Mainbogen führt der Fechenheimer Leinpfad mehrere Kilometer entlang des rechten Mainufers.[3] Auch am Ufer der Lahn sind auf dem ehemaligen schiffbaren Abschnitt von der Mündung bis Wetzlar Teile des Leinpfades erhalten. Sie dienen heute sowohl als Betriebsweg des Wasser- und Schifffahrtsamtes als auch als Teil des hessischen Radfernwegs R7.
- In Bayern sind die Treidelpfade entlang des Ludwig-Donau-Main-Kanals im Abschnitt zwischen Nürnberg und ungefähr Mühlhausen (Oberpfalz) noch gut erhalten. Sie dienen heute als Fuß- und Radwege (Teil des Fünf-Flüsse-Radwegs). Im Abschnitt zwischen den Schleusen 24 und 25 bei Burgthann wird heute noch zu touristischen Zwecken ein historisches Schiff mit einem Pferd getreidelt.[4]

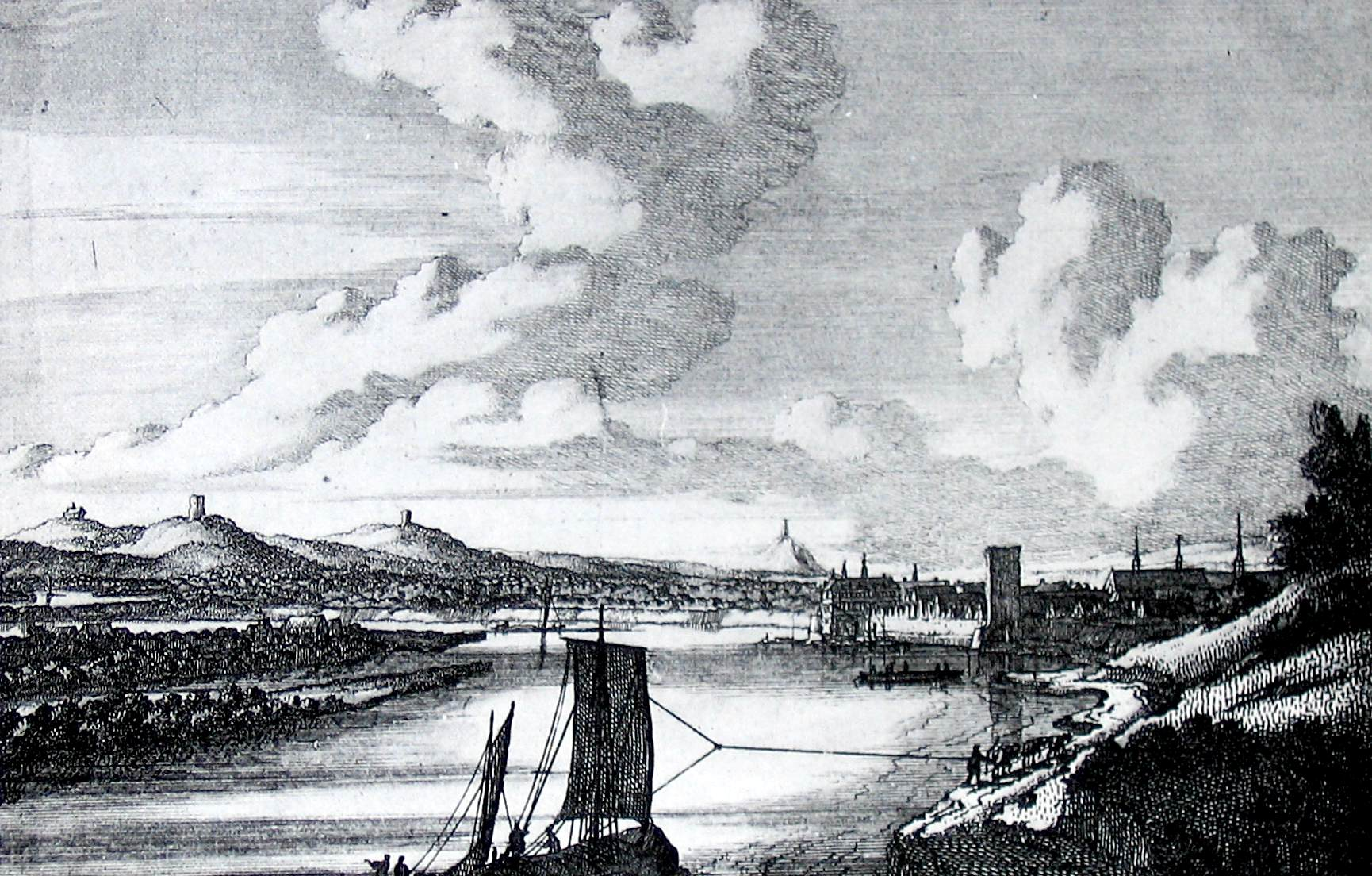
Treidelschiff vor Bonn und Siebengebirge, Kupferstich von Peter Schenk, 1852
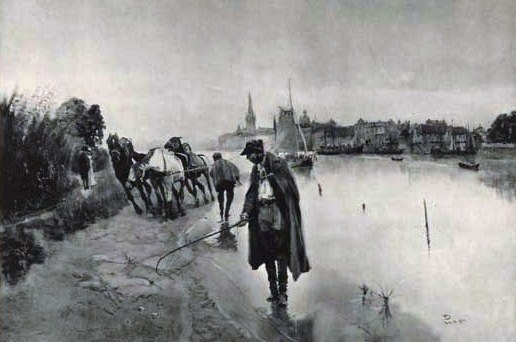
Leinpfad vor der Silhouette von Düsseldorf, Gemälde von Wilhelm Schreuer, um 1900
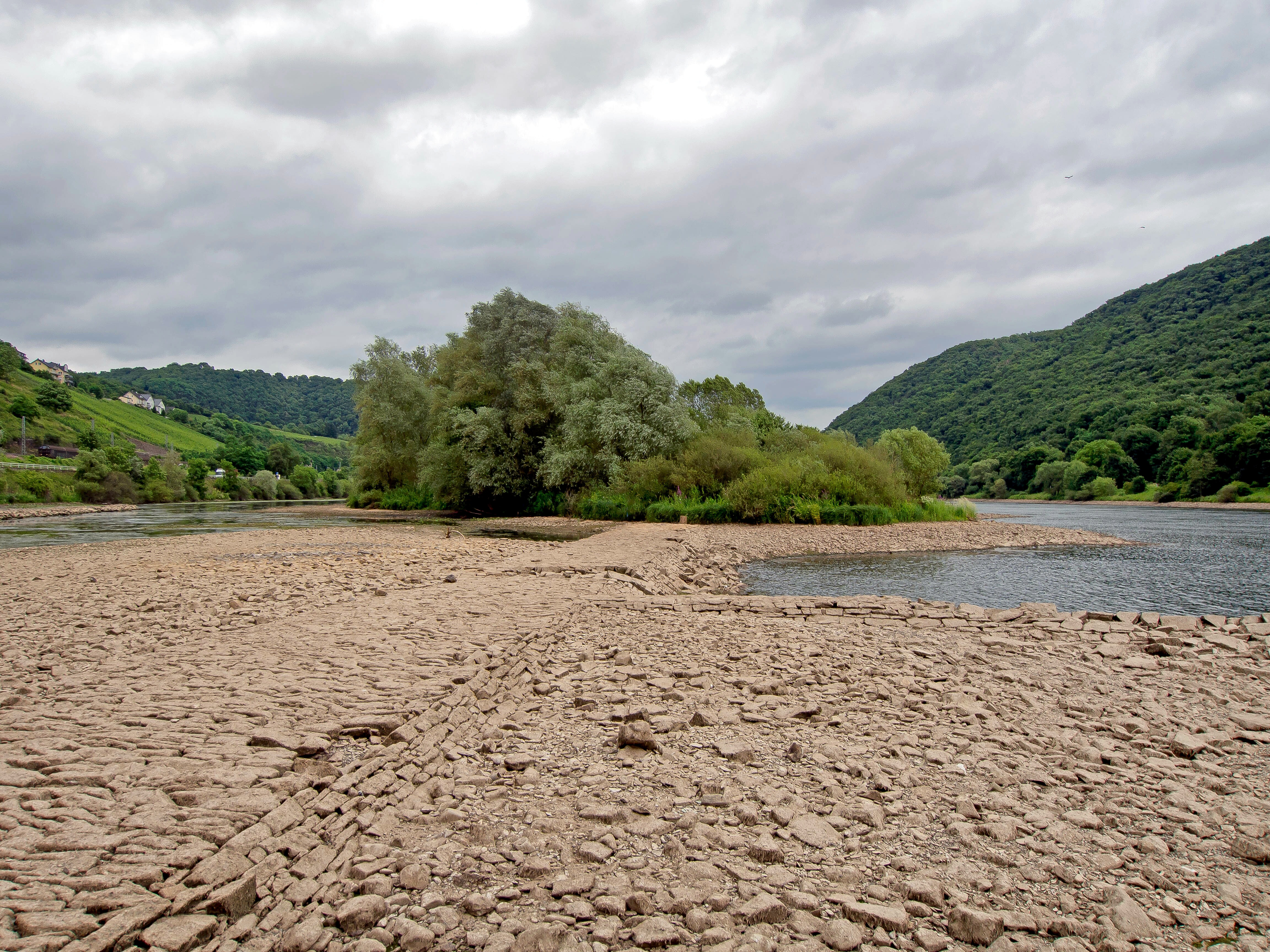
Der im Zustand des 19. Jahrhunderts erhaltene Leinpfad oberhalb von Hatzenport an der Mosel
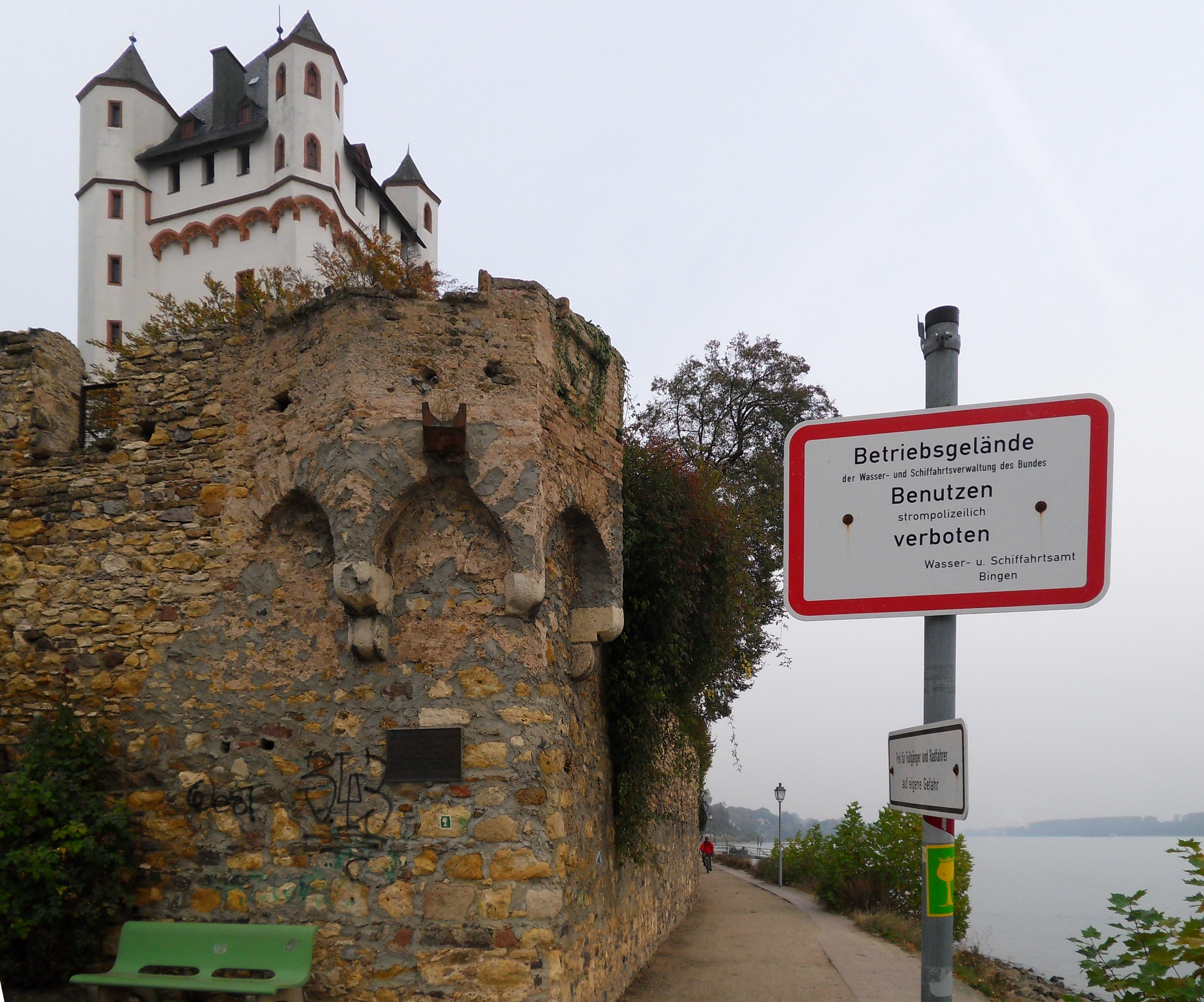
Leinpfad in Höhe der kurfürstlichen Burg von Eltville am Rhein
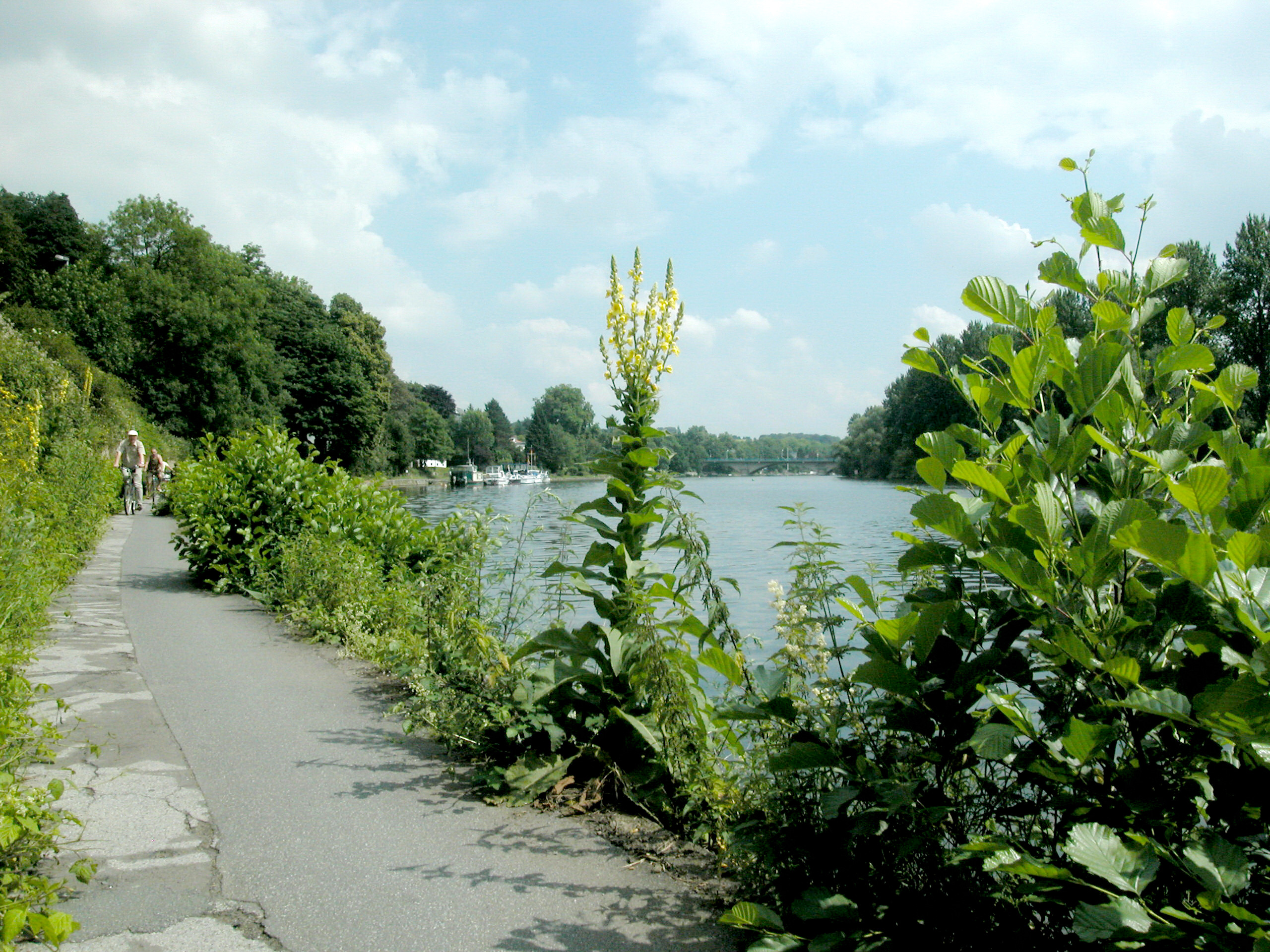
Leinpfad in Mülheim an der Ruhr
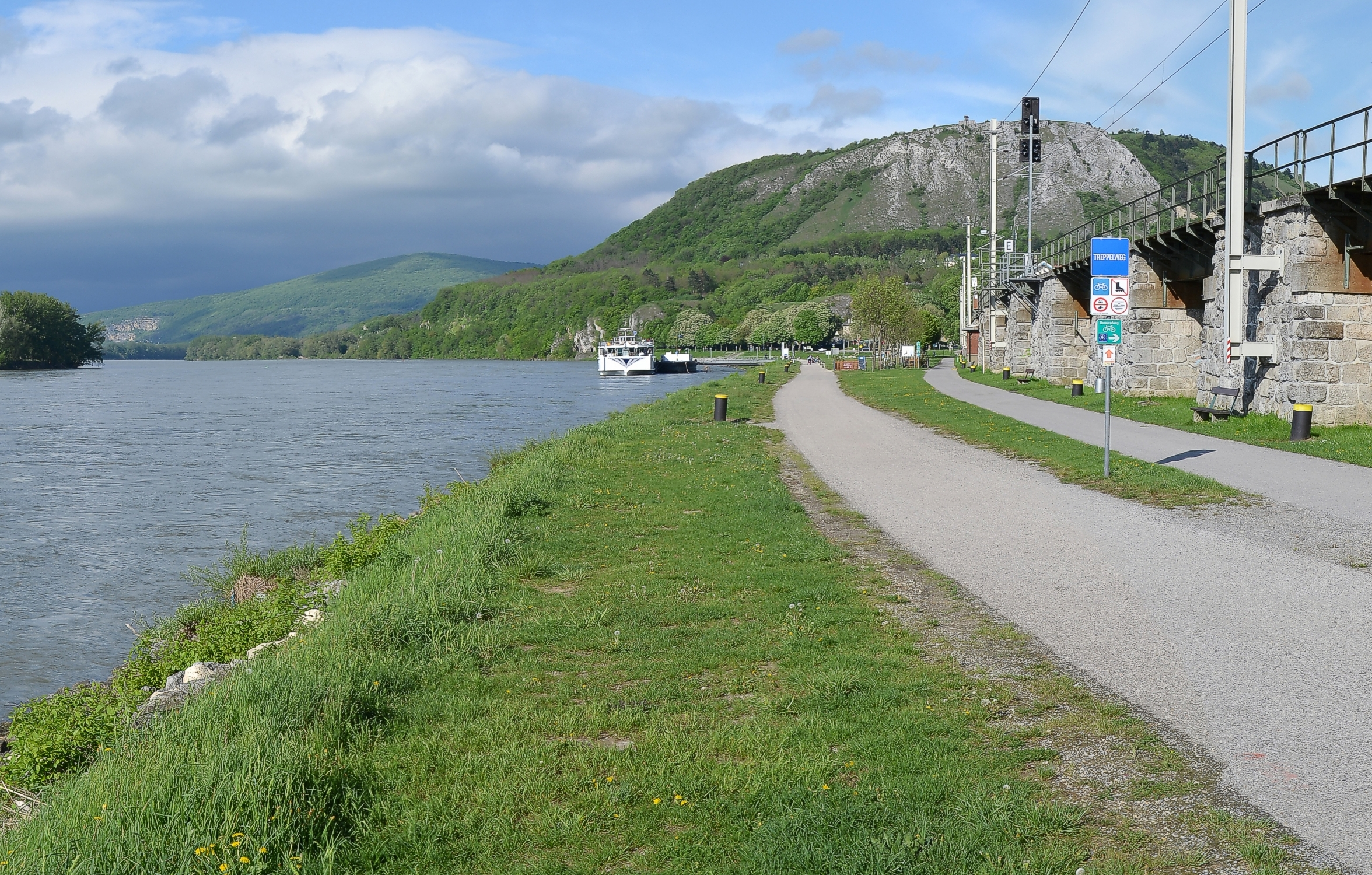
Treppelweg in Hainburg an der Donau

### Dänemark
In Jütland (Dänemark) ist der Treidelpfad entlang der Gudenå von Randers nach Silkeborg als Wanderweg gekennzeichnet.

### Frankreich

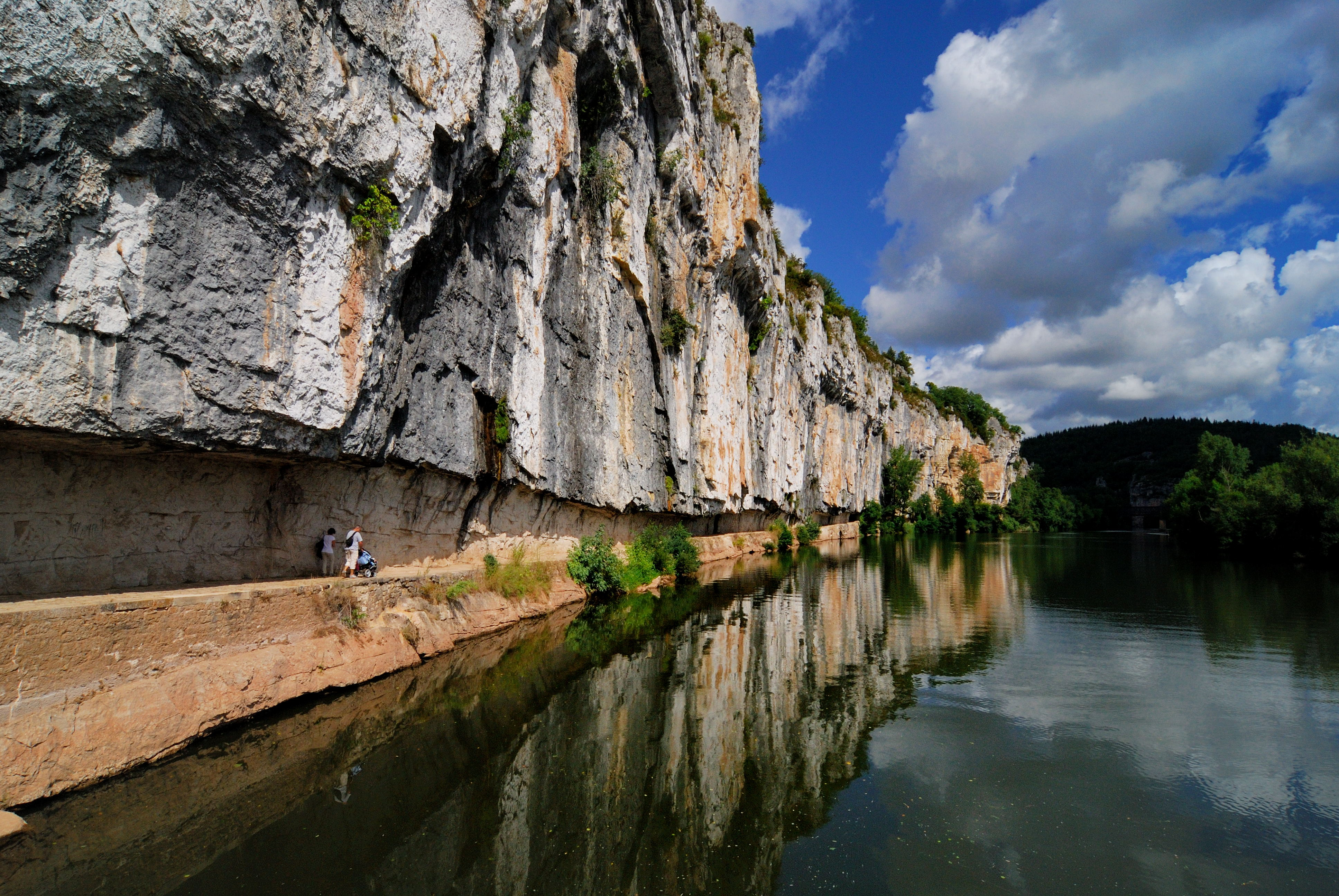
Treidelpfad entlang des Lot (Frankreich)

Bei Bouziès ist die Felswand auf dem Südufer des Flusses Lot zu einem Treidelpfad (chemin de halage) ausgehöhlt worden. Auch die Ufer der Seine, der Eure, der Dordogne, der Loire und der Mayenne sowie viele historische Kanäle sind von derartigen Wegen gesäumt.

### Vereinigtes Königreich
Mitte des 18. Jahrhunderts entstand in England das Bedürfnis nach Transportmöglichkeiten großer Gütermengen zwischen den Städten. 1761 wurde der erste Kanal für Narrowboats (englisch für Schmalboote) eingeweiht, die mit Pferden von einem Boots- und einem Pferdeführer getreidelt wurden. Das Kanalnetz wurde umfangreich ausgebaut, bis ab etwa 1850 die Eisenbahn den Narrowboats den Rang ablief. Die Treidelpfade werden heute als Wander- und Fahrradwege genutzt.